# Короткоголовый усач
Короткоголовый усач, или аральский усач, или каспийский усач (лат. Luciobarbus brachycephalus) — вид лучепёрых рыб из семейства карповых.
Длина тела половозрелых особей может достигать 103 см при массе 21 кг. Живет около 9—10 лет (предельный возраст данного вида 13 лет).

## Распространение
Выделяют два подвида:
- Luciobarbus brachycephalus caspius — каспийский короткоголовый усач, в бассейне Каспия; который иногда описывают, как отдельный вид Luciobarbus caspius (Berg, 1914);
- Luciobarbus brachycephalus brachycephalus — аральский короткоголовый усач, в бассейне Аральского моря.

Проходная рыба. Созревает на 5—6-м году жизни. За 10—12 мес до нереста мигрирует в реки. Нерестится в Средней Азии — в апреле-мае, в Куре — с апреля по август. Икра полупелагическая, 1,4 мм в диаметре. После нереста скатывается в море. Усач питается преимущественно моллюсками, речными раками и личинками водных насекомых. Молодь обычно задерживается в реке не более года, питается бентосом, затем скатывается в море. Среди оставшихся в реке некоторые самцы достигают половозрелости.